# Небо і земля нині торжествують
«Не́бо і земля́ ни́ні торжеству́ють» —  одна з найвідоміших українських колядок. Має культово-релігійний характер. У пісні розповідається євангельський сюжет про народження Ісуса Христа у Вифлеємі, оспівуються Різдво Христове.

## Колядка в інших народів
Варіанти подібної колядки відомі також у Білорусі й Польщі. Польська «пол. Dzisiaj w Betlejem» уперше була надрукована 1878 року в пісеннику отця Яна Сідлецького.

## Текст

Ноти колядки

Небо і земля (2р.) нині торжествують,
 Ангели й  люди (2р.) весело святкують.
Приспів:
 Христос родився, Бог воплотився,
 Ангели співають, славу звіщають,
 Пастухи вітають, поклін складають,
 "Чудо, чудо!" повідають.
 У Вифлеємі (2р.) весела новина,
 Пречиста Діва (2р.) народила Сина!
 Отцівське слово (2р.) зодяглося в тіло,
 В земній темряві (2р.) сонце засвітило.
 Ангели служать (2р.) Господу Своєму,
 Співають: "Слава!" (2р.) Новородженому.
 Його ми нині (2р.) також величаймо,
 "Слава на небі й на землі спокій"- (2р.) Йому заспіваймо.